# ایست ۱۷
ایست ۱۷ یا ایست سِوِنتین (به انگلیسی: East 17) گروه پسرانه انگلیسی است که توسط تونی مورتیمر، برایان هاروی، تری کلدول و جان هندی در سال ۱۹۹۱ تأسیس شد. از سال ۲۰۲۰ تری کلدول، رابی کریگ و جو لیورمور اعضای گروه را تشکیل می‌دهند. تری کلدول تنها عضو باقی مانده از ترکیب اصلی گروه است.
ایست ۱۷ بیش از ۱۸ میلیون آلبوم در سراسر جهان و طبق آمار انجمن صنعت ضبط صدای بریتانیا ۱٫۸ میلیون آلبوم و ۲٫۶ میلیون تک آهنگ در بریتانیا فروخته‌است.
هجده تک‌آهنگ گروه در میان ۲۰ آهنگ برتر جدول تک‌آهنگ‌های بریتانیا و چهار آلبوم آن‌ها نیز در بین ۱۰ آلبوم برتر جدول آلبوم‌های بریتانیا قرار گرفت. آن‌ها یکی از محبوب‌ترین گروه‌های پسرانه بریتانیا در اوایل تا اواسط دهه‌ی ۱۹۹۰ بودند. این محبوبیت با توجه به علاقه‌ی شدید روزنامه‌های زرد به تصویر «پسران بد» آن‌ها در مقایسه با سبک آراسته و منظم رقبایی مانند تیک دت تقویت شد. سبک موسیقی آن‌ها ترکیبی از پاپ و هیپ‌هاپ بود که در آهنگ‌هایی مانند «House of Love» و «Let It Rain» به خوبی نمایان است.